# Squalodontidae
A Squalodontidae az emlősök (Mammalia) osztályának párosujjú patások (Artiodactyla) rendjébe, ezen belül a cetek (Cetacea) alrendágába tartozó fosszilis család.

## Rendszerezés
A családba az alábbi 9 nem tartozik:
- Austrosqualodon Climo & Baker, 1972 - késő oligocén; Új-Zéland
- Eosqualodon Rothausen, 1968 - késő oligocén-kora miocén; Németország, Olaszország[2][3]
- Macrophoca
- Neosqualodon Dal Piaz, 1904 - középső miocén; Szicília, Olaszország[4][5][6]
- Pachyodon
- Phoberodon Cabrera, 1926 - kora miocén; Patagónia, Argentína[7]
- Squalodon Grateloup, 1840 - típusnem; késő oligocén-középső miocén; Világszerte[8]
- Smilocamptus
- Tangaroasaurus Benham, 1935 - középső miocén; Új-Zéland[9][10]

## Fordítás
- Ez a szócikk részben vagy egészben  a   Squalodontidae című angol Wikipédia-szócikk ezen változatának fordításán alapul.  Az eredeti cikk szerkesztőit annak laptörténete sorolja fel. Ez a jelzés csupán a megfogalmazás eredetét és a szerzői jogokat jelzi, nem szolgál a cikkben szereplő információk forrásmegjelöléseként.
- Ez a szócikk részben vagy egészben  a   List_of_extinct_cetaceans#Suborder_Odontoceti című angol Wikipédia-szócikk ezen változatának fordításán alapul.  Az eredeti cikk szerkesztőit annak laptörténete sorolja fel. Ez a jelzés csupán a megfogalmazás eredetét és a szerzői jogokat jelzi, nem szolgál a cikkben szereplő információk forrásmegjelöléseként.